# Râul Măciuca
Râul Măciuca este un curs de apă, afluent al Râului Beșineu. 